# Drungarios
Drungarios (stgr. δρουγγάριος) – funkcja w dawnej flocie bizantyjskiej.
Rozróżniano:
- Megas drungarios – wyższy stopień oficerski.
- Drungarokomes – występował czasami jako średni stopień oficerski.
- Drungarios – niższy stopień oficerski.